# Jerri Sloan Truhill
Geraldine "Jerri" Sloan Truhill (Pampa, 12 de novembro de 1929 - Irving, 18 de novembro de 2013) foi uma aviadora norte-americana. Ela fazia parte do grupo "Mercury 13", o grupo de mulheres que se submeteram aos mesmos testes fisiológicos que o Mercury Sete, durante o mesmo intervalo de tempo. Ela actuou como Vice-Presidente da Air Freighters International and Air Services, Inc. Truhill faleceu em 18 de novembro de 2013.